# Hanns Günther von Obernitz

Hanns Günther von Obernitz

Hanns Günther von Obernitz, auch fälschlich Heinz Günther von Obernitz, (* 5. Mai 1899 in Düsseldorf; † 14. Januar 1944 bei Exin) war ein deutscher Offizier, SA-Obergruppenführer und Politiker (NSDAP). Während des Nationalsozialismus amtierte er von Anfang September 1933 bis Anfang Juli 1934 als Polizeipräsident von Nürnberg-Fürth. Er war in Nürnberg maßgeblich an antijüdischen Ausschreitungen beteiligt und organisierte dort 1938 die Novemberpogrome.

## Leben und Wirken

### Frühes Leben
Er war der Sohn eines preußischen Offiziers aus dem Adelsgeschlecht von Obernitz.
Nach dem Abitur, das er im Januar 1916 ablegte, trat Obernitz während des Ersten Weltkrieges als Fahnenjunker in das Garde-Füsilier-Regiment der Preußischen Armee ein. Von Januar 1917 bis November 1918 nahm er als Zug- und Kompanieführer aktiv an Kampfhandlungen teil und wurde mit beiden Klassen des Eisernen Kreuzes ausgezeichnet. Ferner übernahm er Aufgaben als Ordonnanz- und MG-Offizier. Am 17. Mai 1917 wurde er zum Leutnant befördert.
Nach Kriegsende wurde Obernitz 1919 aus dem Militärdienst verabschiedet. Danach beteiligte er sich an den Spartakistenkämpfen in Berlin. In den ersten Nachkriegsjahren absolvierte Obernitz ein Studium der Landwirtschaft an der Universität Bonn, der TH Darmstadt und der TH München, um seinen Lebensunterhalt anschließend als Gutspächter und -inspektor zu bestreiten. Von September 1922 bis Mai 1924 war er MG-Kompanieführer bei der Marine-Brigade Ehrhardt. Von 1924 bis 1926 war er Reichsgeschäftsführer des Bund Wiking.

### Tätigkeit in der NSDAP und SA von 1930 bis 1932
Zum 1. Januar 1930 trat Obernitz in die NSDAP ein (Mitgliedsnummer 211.000). Mitglied der SA war er bereits am 5. August 1929 geworden. Er war anschließend als SA-Führer in München aktiv. 1931 wurde er Adjutant des SA-Führers von Bayern August Schneidhuber.
Zum 1. Juli 1932 wurde Obernitz zum Führer der SA-Untergruppe Mittelschlesien Süd ernannt. Seinen Dienstsitz in dieser Stellung hatte er in Reichenbach. Diese Stellung hatte er bis zum Dezember 1932 inne. Nach seiner Flucht nach Italien (siehe unten) wurde Hans Hayn an seiner Stelle mit der Führung der Untergruppe beauftragt.

### Verwicklung in Sprengstoffanschläge in Schlesien 1932
Anfang August 1932 war er mit seinem  Adjutanten, Sturmbannführer Cajetan Maria Theodor Graf von Spreti, Mit-Organisator mehrerer Anschläge mit Sprengstoff, die Angehörige der schlesischen Sektion der SA im August 1932 im Kreis Reichenbach (Landgerichtsbezirk Schweidnitz und benachbarten Gebieten) auf politisch Andersdenkende bzw. deren Wohnungen oder Arbeitsstätten verübten. Zweck dieser Aktionen war, das seit 1931, insbesondere aber seit dem Wahlkampf für die Reichstagswahl vom Juli 1932 – der von zahlreichen gewalttätigen Zusammenstößen der Anhänger der verschiedenen politischen Lager geprägt war –, in Deutschland herrschende Klima des Schreckens weiter zu verschärfen, um auf diese Weise den inneren Zusammenbruch des bestehenden Systems voranzutreiben und so die Chancen der NSDAP auf Übernahme der Regierungsmacht zu erhöhen. Namentlich richteten die Anschläge sich gegen: 1) in Reichenbach auf den Redakteur der Zeitschrift Proletarier, Carl Paeschke; 2) in Heidersdorf auf den Bäckermeister Alexander Kaufmann; 3) in Gross-Kniegnitz auf den Arbeiter Hermann Obst; 4) in Gollschau auf den Lehrer und Amtsvorsteher Kurt Szyszka; 5) in Langenbielau auf das kommunistische Parteibüro; 6) in Strehlen auf die dortige Volksküche.
Bis auf das Attentat in Langenbielau – hier verweigerte eine an der Lagerung der für diesen Anschlag eingeplanten Bombe beteiligte Person die Herausgabe derselben – kamen alle Anschläge zur Ausführung. Dabei kam zwar keine der anvisierten Zielpersonen ums Leben, jedoch erlitten mehrere von ihnen Nervenschocks. Zudem starb einer der Attentäter – der Attentäter in Reichenbach – aufgrund einer frühzeitigen Fehlzündung seines Sprengstoffes. Zudem entstand erheblicher Sachschaden.
Die Staatsanwaltschaft beschuldigte beide, „durch mehrere selbständige Handlungen den Entschluss verschiedene politisch anders gesinnte Personen zu töten durch vorsätzlich und mit Überlegung begangene Handlungen betätigt zu haben, welche einen Anfang der Ausführung diese beabsichtigten aber nicht zur Vollendung gelangten Verbrechens des Mordes enthalten“ und dadurch zugleich die Ausführung mehrerer gemäß § 5 des Gesetzes vom 9. Juni 1874 gegen den verbrecherischen und gemeingefährlichen Gebrauch von Sprengstoff zu ahndende strafbarer Handlungen verabredet zu haben sowie durch vorsätzliche Anwendung von Sprengstoff Gefahr für das Eigentum die Gesundheit oder das Leben anderer herbeigeführt zu haben.
Der Verhaftung entzogen sich Spreti und Obernitz durch Flucht nach Italien, wo sie bis 1933, die meiste Zeit in Meran, lebten.
Am 20. Dezember 1932 erging eine Amnestie für politische Straftaten durch den Reichstag. Noch am 20. Januar 1933 wurde dennoch ein neuer Haftbefehl des Amtsgerichts Reichenbach erlassen und Bemühungen, eine Auslieferung der beiden SA-Führer von Italien nach Deutschland zu erwirken, eingeleitet. Die geänderten politischen Verhältnisse nach dem Regierungsantritt der Nationalsozialisten am 30. Januar 1933 führten jedoch dazu, dass die Ermittlungen gegen Spreti und Obernitz eingestellt wurden.

## NS-Zeit
Nach der Machtübergabe an die Nationalsozialisten ab März 1933 war er SA-Führer in Franken. Zudem war er ab März 1933 Sonderkommissar für Mittelfranken und ab Januar 1934 zusätzlich für Ober- und Unterfranken. Innerhalb der SA stieg Obernitz 1937 bis zum Obergruppenführer auf. Von Anfang September 1933 bis Anfang Juli 1934 war er als Nachfolger von Johann-Erasmus von Malsen-Ponickau zudem kommissarischer Polizeipräsident in Nürnberg-Fürth. Obernitz wurde am 30. Juni 1934 im Zuge des sogenannten Röhm-Putsches festgenommen, jedoch nach Fürsprache von Julius Streicher bei Adolf Hitler am 2. Juli 1934 wieder freigelassen. Drei Tage später wurde ihm aber auf Weisung des Reichsministers des Innern die Leitung des Nürnberger Polizeipräsidiums entzogen.
Der SA-Führer Obernitz war in Nürnberg in antijüdische Ausschreitungen maßgeblich verwickelt. Im Zuge der von der Bayerischen Politischen Polizei für den 20. Juli 1933 angesetzten „antijüdischen Maßnahmen“ beaufsichtigte er auf Weisung des Gauleiters Julius Streicher in Nürnberg das brutale Vorgehen von SA-Männern gegen 300 Juden, die erniedrigt und misshandelt wurden. Während der Reichspogromnacht im November 1938 kam es unter der Leitung von Obernitz in Nürnberg zu Pogromen gegen die ortsansässigen Juden durch SA-Männer. Die orthodoxe Synagoge wurde durch SA-Männer angezündet, in Geschäften und Wohnungen von Juden vandaliert, jüdische Männer misshandelt und verhaftet sowie neun Juden ermordet. In diesem Zusammenhang begingen zehn Juden Suizid.
Bei der Reichstagswahl am 29. März 1936 kandidierte er erfolglos und erhielt kein Mandat. Am 7. Februar 1939 zog Obernitz im Nachrückverfahren für den verstorbenen Abgeordneten Hanns König in den nationalsozialistischen Reichstag ein, in dem er bis zu seinem Tod im Januar 1944 den Wahlkreis 26 (Franken) vertrat.
Zu Beginn des Zweiten Weltkriegs trat Obernitz in die Luftwaffe der Wehrmacht ein. Er war Gruppenkommandeur der Ergänzungs-Fernaufklärergruppe Weimar-Nohra und wurde am 13. August 1943 Kommandeur des Luftwaffenjägerregiments 24, das mit der 12. Luftwaffen-Felddivision am Wolchow eingesetzt wurde. Im Range eines Obersts kam er bei einem Flugzeugabsturz bei Bromberg ums Leben.

## Familie
Obernitz ehelichte in Dessau 1923 Waldtraut von Beulwitz (* 1902; † 1949). Durch diese Verbindung war Veit Ulrich von Beulwitz sein Schwager. Das Ehepaar von Obernitz bekam zwei Kinder, Hanns Veit und Renate. Diese Ehe wurde 1934 in Nürnberg geschieden. Eine zweite Ehe ging Hanns Günter von Obernitz 1935 in Nürnberg mit Franziska Gräfin von Kesselstatt (* 1898; † 1949) ein.

## Archivische Überlieferung
Im Bundesarchiv-Militärarchiv in Freiburg hat sich eine Personalakte zu Obernitz erhalten (PERS 6/175749).
Im Bundesarchiv Berlin haben sich zudem im Bestand des ehemaligen Berlin Document Center vier Personalakten zu Obernitz erhalten: Eine Akte Parteikorrespondenz (R 9361-II/777152), zwei SA-Personalakten (R 9361-III/568911v und R 9361-III/574835) sowie eine Akte des Parteigerichts der NSDAP zu ihm (R 9361-I/49376).